# Toxinología
La toxinología es la ciencia que estudia las toxinas. Las toxinas se definen como aquellas sustancias producidas por un ser vivo que tienen acción fuera de él sin necesidad de que este muera o se descomponga para ser liberadas.

## Historia
La primera interacción del ser humano con una toxina de la que se tiene constancia se debe a una representación en unas pinturas rupestres del Levante español datadas en el 3000 a. C. de un ataque por abejas.

### Egipto

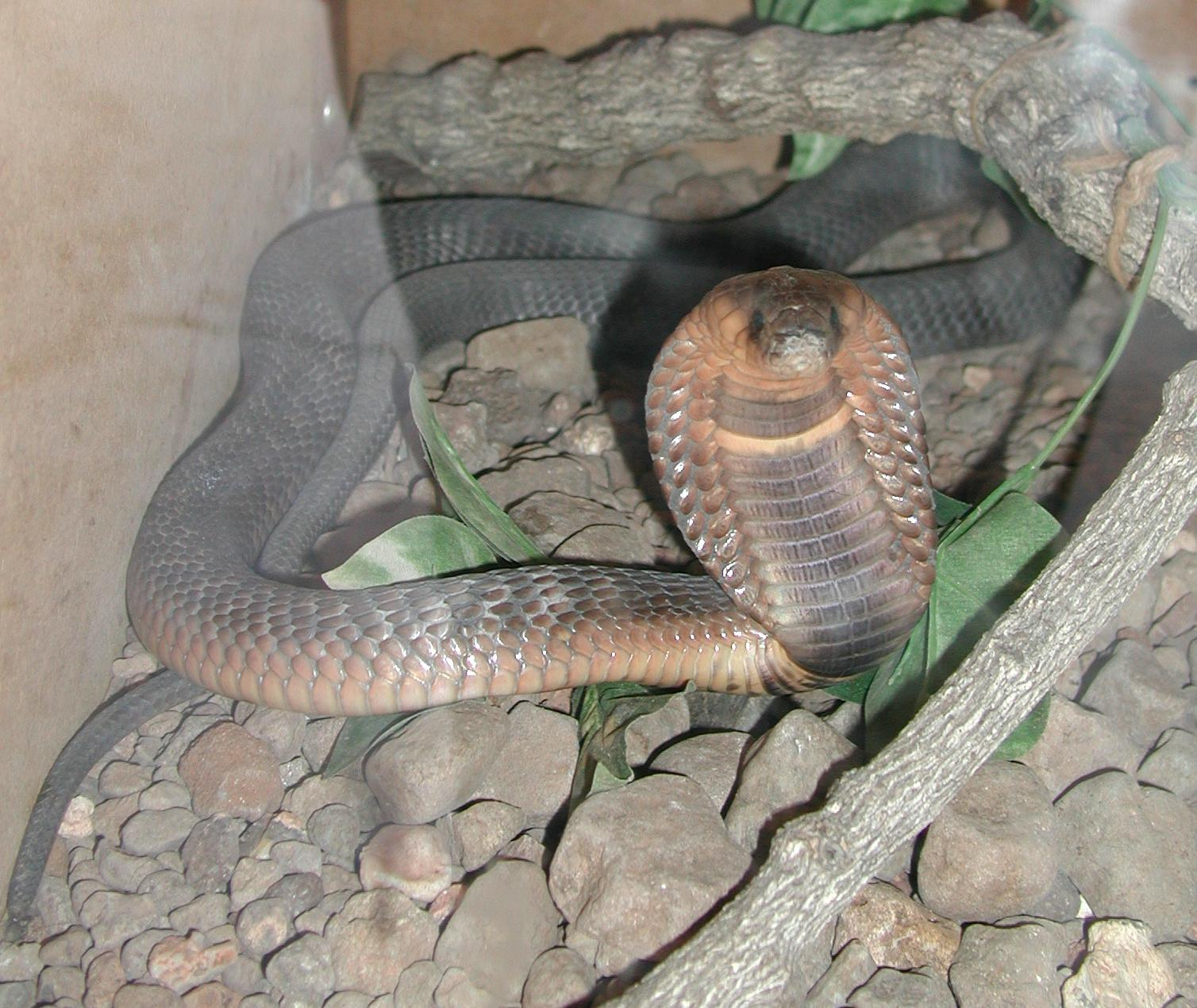
Cobra egipcia.

En Egipto el primer registro sobre venenos está datado en el 2700 a. C. en los papiros de Ptahhotep, Ti, Mera y Deir el-Gebrawi (V dinastía). En ellos aparecen explicaciones con el fin de distinguir peces venenosos de comestibles. La primera notificación de un shock anafiláctico fue realizada en el año 2621 a. C. en la narración de la muerte por la picadura de una avispa del faraón Menes. Otros escritos relacionados con la toxinología del Antiguo Egipto son el papiro de Ebers (en el que se describen sustancias tóxicas y sus antídotos) y el papiro Hearst, en el que hay descripciones de envenenamientos por mordeduras de serpientes y otros animales venenosos. 
Los médicos sacerdotes de la diosa Serket eran especialistas en tratar mordeduras de serpientes con remedios farmacológicos y fórmulas mágico-religiosas. 
El papiro de Brooklyn (escrito hacia el 450 a. C.) es un compendio médico toxinológico en el que se describen aproximadamente 40 especies de serpientes venenosas y el peligro de sus venenos. En la estela Metternich (entre 360 y 343 a. C.) hay inscripciones referentes a mordeduras de serpientes y sus consecuencias.
Una práctica carcelaria para acabar con la vida de los prisioneros consistía en provocarles un infarto de miocardio al administrarles el veneno de una serpiente que contiene sarafotoxina.
El caso de muerte por envenenamiento más famoso de Egipto es el de Cleopatra. No escogió cualquier veneno para acabar con su vida (30 d. C.). Durante toda su vida reunió animales y plantas venenosas, y experimentó con sus venenos en “voluntarios” forzados para estudiar los efectos y dosis letales de estos venenos. Finalmente escogió el veneno de la cobra egipcia (Naja haje) porque provoca una muerte rápida, sin apenas dolor y sin necrosis ni hemorragias.

### Grecia
En Grecia Hipócrates utilizó una farmacopea en la que estaban incluidos extractos de plantas venenosas como Veratrum album cuyos componentes ciclopamina, jervia y veratrina se usaban como purgante. También utilizó cantaridina para el tratamiento de edemas y amenorrea.
Teofrasto de Ereso (372-287 a. C.) en Historia de las plantas refiere venenos de origen vegetal.
Los antiguos griegos conocían los venenos de los organismos marinos. Un ejemplo de esto es el uso de extractos venenosos del aguijón de las mantarrayas como anestésicos en exodoncias.
Nicandro de Colofón, quien vivió ya bajo dominio romano, escribió dos tratados relacionados con la toxinología: Theriaka (tratado sobre los venenos) y Alexipharmaká (tratado sobre sus remedios).

### Roma
En Roma acogieron la tradición griega del uso del veneno en política, frecuentemente usado para zanjar crisis. Su extenso uso provocó que los emperadores romanos tuviesen expertos envenenadores y esclavos o animales que catasen sus comidas para evitar su propio envenenamiento.
Pero estas prácticas no sólo afectaban a los políticos, lo hacían a todos los niveles sociales. El excesivo uso de los venenos llevó a la promulgción de la Lex Cornelia Maestration por el dictador Lucio Cornelio Sila (138 – 78 a. C.).
Dioscórides (90 – 20 a. C.) escribió la primera farmacopea sistematizada y en ella describe múltiples venenos.
Plinio el Viejo (24 – 79 d. C.) en su obra Naturalis Historia hace varias menciones a venenos.
Las obras más completas sobre venenos fueron escritas por Mitridates VI, rey del Ponto (120 – 63 a. C.) quien experimentó con gran variedad de sustancias tóxicas sobre él mismo (aunque antes se cercioraba de que las dosis eran seguras).

### India
Un ejemplo del uso de venenos en la India es el caso de las visha kanyas o "doncellas del veneno". Durante el Imperio Maurya (fechas probables 320 a. C. – 185 a. C.) fueron famosas por ser utilizadas para acabar con los rivales. Eran mordidas desde su niñez por serpientes cada vez más venenosas, lo que hacía que su sangre y su saliva fuesen acumulando cada vez mayores cantidades de veneno. Cuando llegaban a  la adolescencia ya tenían concentraciones mortales de veneno, pero a ellas no les afectaba por su exposición prolongada en el tiempo y progresiva en toxicidad. Encandilaban a los reyes rivales y mordían su lengua mientras los besaban para que el veneno de su saliva entrase en el torrente sanguíneo del monarca provocando así su muerte.

### Edad Media
Durante la Edad Media en Europa se utilizaron dosis no letales de venenos para el tratamiento de enfermedades. Esto se puede apreciar en la vida de Carlomagno (742-814 d. C.) a quien su médico para tratar sus ataques de gota le aplicaba picaduras de abejas frecuentes.
Arnau de Vilanova (1238-1311 d. C.) escribió obras médicas en las que describe los venenos y sus antídotos (De venenis, De arti cognoscendi venena).
Pietro d'Abano (1250-1316 d. C.) es autor de la obra De Venenis, muy utilizada en su época y en siglos posteriores.
En la Edad de Oro del islam Ali ibn Rabban at-Tabari (838-870 d. C.) en su obra Firdwys at-Hikmahk recopila los venenos conocidos, los clasifica por su procedencia y describe sus posibles antídotos.
Ŷabir ibn Hayyan escribió Libro de los venenos. Es un tratado rico en aportaciones personales reflexionando sobre dosis tóxicas, naturaleza de los venenos y su calidad en relación con la teoría farmacéutica de los cuatro grados.
Avicena (980-1037 d. C.) escribió Al-qanun fi al-tibb, una parte del cual trata las intoxicaciones y  los venenos.
Maimónides (1135-1204 d. C.) escribió un tratado médico acerca de los venenos y sus antídotos (Tratado sobre los venenos y sus antídotos).

### Edad Moderna

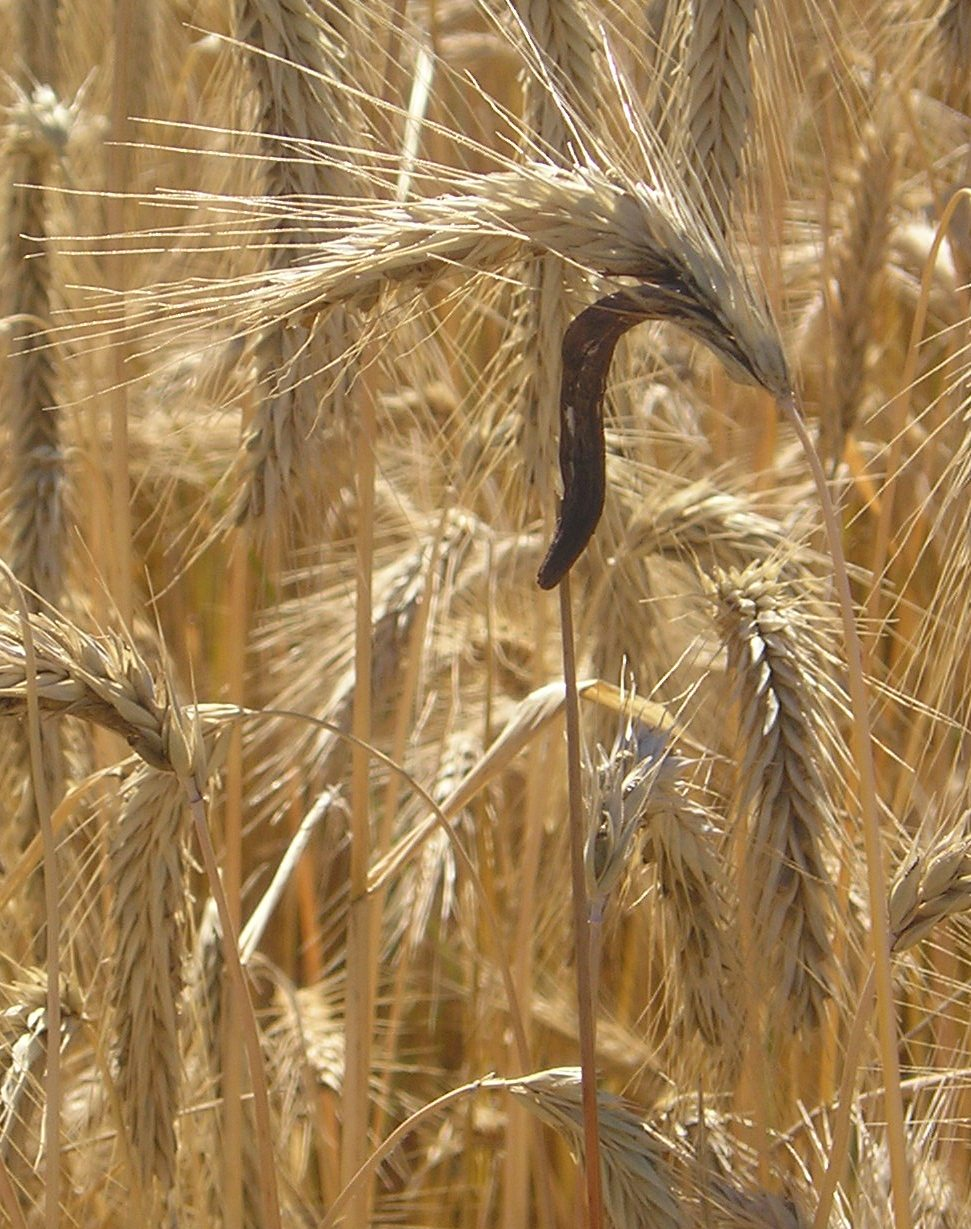
Claviceps purpurea en una espiga de centeno.

Durante el Renacimiento, con la exploración del Nuevo Mundo, los castellanos y portugueses contactaron con nuevas causas de intoxicación completamente nuevas para ellos. Allí se encontraron con animales venenosos desconocidos para ellos pero conocidos por los nativos. En las culturas precolombinas hay referencias a animales venenosos, especialmente escorpiones por su abundancia, pero también conocían el efecto tóxico de algunas arañas.
La ingesta involuntaria de ciertas sustancias podría ser el origen de varios episodios de mortalidad cíclica que ocurrieron en esta época. Las condiciones de almacenaje del centeno facilitaron la aparición del hongo Claviceps purpurea (cornezuelo del centeno), hongo parásito que produce ergotamina y ácido lisérgico cuyo efecto se conoce como fuego del infierno o fiebre de San Antonio (ergotismo). Su intoxicación produce alucinaciones y convulsiones.
El abordaje anatómico permitió diferenciar  los colmillos venenosos del resto de dientes. Las observaciones fisiológicas de Baldo Angelo Abati, Grévin, y Ambroise Paré fueron el origen de la caracterización de los venenos y la explicación de la función venenosa.
Francesco Redi realizó estudios sobre los venenos de las víboras. Junto con Felice Fontana son considerados los descubridores de la toxicología.
Benjamin Scharff en su obra Toxikologia seu Tractatus physico-medico-chynicus de natura venenoru in genere (1678) analiza los venenos desde un punto de vista interdisciplinario debido a las necesidades forenses. También escribió la primera referencia clara sobre la toxicología de los venenos.
Luciene Bonaparte, hermano de Napoleón, fraccionó el veneno de las víboras con precipitaciones sucesivas mediante alcohol y éter.

### Edad Contemporánea
La toxicología moderna como se entiende actualmente fue desarrollada por Mateo Orfila (1787-1853), quien le otorga la categoría de verdadera disciplina científica. Estudió los efectos de los venenos administrados en animales de experimentación. Publicó su obra Traité des poisons tirés des regnes mineral, végétal et animal ou Toxicologie en 1814, donde describe las reacciones de la materia orgánica y los venenos al ser mezclados. 
El primer tratamiento eficaz contra los envenenamientos por serpientes se obtuvo en la segunda mitad del siglo XIX gracias al desarrollo de la sueroterapia por Albert Calmette (1863-1933). El primer suero contra el veneno de serpientes se desarrolló en Francia en 1894 a partir del suero de caballos inmunizados.
En la actualidad se investiga para conocer los posibles usos beneficiosos de las toxinas que forman parte de los venenos naturales. El estudio académico toxicológico de los envenenamientos se encuadra dentro de la Toxicología y Medicina Legal.

## Evolución
Los venenos más estudiados son los de las serpientes.Hay una gran variabilidad de los mismos tanto en composición como en toxicidad, incluso en especies cercanas, por lo que no puede establecerse un mecanismo general de acción ni sintetizar un antídoto válido para todos ellos.
Estos venenos, a lo largo de la evolución, se han especializado tanto en dianas moleculares como en potencia tóxica. Actúan a distintos niveles como son el sistema muscular, cardiovascular, central y periférico.
La investigación para saber cual es el mecanismo de acción de las toxinas puede ser de gran ayuda en la biotecnología para obtener antídotos y fármacos de gran importancia en la medicina humana.
La industria farmacéutica ha conseguido sintetizar fármacos a partir de venenos como, por ejemplo:
- Un potente antiagregante plaquetario (etifibátida) cuya estructura se basa en la toxina de una serpiente Sistrurus m. barbouri. [3]
- Un fármaco hipotensor(captopril) a partir de péptidos del veneno de otra serpiente Bothrops jararaca.[3]
- Toxinas que bloquean específicamente receptores a partir del veneno de la mamba negra.[3]

Los animales también han adaptado sistemas para almacenar e inocular venenos como por ejemplo, serpientes, escorpiones, arañas, lagartos, abejas, pulpos, peces y caracolas. Un caso especial es un mamífero llamado ornitorrinco pico de pato que posee unos espolones venenosos
La composición de los venenos varía según la especie, lugar, si es adulto o cría y la alimentación.
La mayoría de picaduras en humanos son accidentales ya que los animales usan el veneno para cazar o defenderse y ocurren en países en vías de desarrollo o en áreas rurales.
Zoltan Takacs es un toxinólogo que trabajó en la Universidad de Chicago y ahora se dedica a la investigación de toxinas y al desarrollo de fármacos derivados de ellas para uso humano.Su propósito es reunir mapas genéticos de todos los animales para crear una toxiteca que contenga todas las toxinas.Asimismo investiga los mecanismos por lo que los animales son inmunes a su propio veneno lo que sería de gran ayuda para mejorar fármacos derivados de estas sustancias tóxicas.
Otro reto es, apoyándose en la biotecnología, obtener una proteína normal que posteriormente se convierta en un tóxico para poder diseñar antagonistas específicos.

## Ejemplos de venenos curativos
A partir de una muestra del tejido del animal se puede obtener su mapa genético incluyendo sus toxinas. Las toxinas están codificadas por un gen que se puede copiar y manipular pudiendo obtener grandes cantidades de veneno sobre el que se hacen estudios para lograr lo que se busca.
- Serpiente de jararaca: De su veneno se obtiene el captoprill,un inhibidor de la ECA, usado actualmente como antihipertensivo. Se vio que los trabajadores de las plantaciones de bananas en Brasil, que al sufrir la mordedura de la serpiente había una importante bajada de presión arterial. A partir del veneno, se aisló el componente que producía esta acción modificándose molecularmente para que pudiera ser administrado por vía oral y soportara las condiciones del aparato digestivo humano y así no se degradara.[4]
- Mamba verde oriental: Su veneno tiene efecto sobre el sistema nervioso y circulatorio. Un grupo de investigadores de la clínica Mayo asociaron un péptido del veneno con otro del endotelio celular obteniendo así la cenderitida actualmente en ensayos clínicos y cuyo objetivo es su uso como antihipertensivo, para disminuir la fibrosis de un corazón deteriorado y preservar los riñones del exceso de sales y agua[4]
- Monstruo de Gila (lagarto del suroeste de EE. UU.): Realizan 3 grandes comidas al año almacenando la grasa en la cola para las época de abstinencia, sin embargo, sus niveles de glucosa siempre son constantes. En 1992 el endocrinólogo John Eng descubrió una sustancia en el veneno de su saliva que regula la glucemia y reduce el apetito; este fármaco es la exenatida que se encuentra en la saliva y actúa como una hormona natural estimulando las células cuando hay hiperglucemia y permaneciendo inactivas cuando la glucemia es normal. En los humanos diabéticos les ayuda a producir su propia insulina y a perder peso.
- Caracola cono: Posee unos tóxicos denominados conotoxinas  que desconectan procesos neuronales resultando beneficiosos en pacientes oncológicos terminales. Actualmente están en ensayo otras sustancias llamadas conantoquinas que son péptidos que se cree que son útiles en ataques epilépticos. Tanto conotoxinas como conantoquinas están en fase de estudio porque se sospecha que pueden tener un efecto protector en alzheimer, enfermedad de Parkinson, depresión y adicción a la nicotina.[4]
- Anémona sol: Su veneno contiene unos péptidos útiles en enfermedades autoinmune como esclerosis múltiple, artritis reumatoide y lupus pero el fármaco está en fase de desarrollo.[4]
- Veneno de mamba de Jameson: Podría ser de gran utilidad en cardiopatías.[4]
- Escorpiones: Su veneno es una mezcla compleja de sustancias sintetizadas en glándulas exocrinas que poseen en la última porción del cuerpo. Estas moléculas son péptidos de actividad neurotóxicas y también hay enzimas, nucleótidos, lípidos y aminas biógenas, entre otras; y permite conocer el mecanismo de activación e inactivación de estructuras como el canal iónico tanto en vertebrados como en invertebrados por lo que tiene una aplicación importante en bioinsecticidas y medicina humana.[5]

También se han obtenido moléculas con actividad microbiana como el péptido hadrurin de Hadrurus aztecas que, in vitro, inhibe Salmonella typhi, Klebsiella       neumoniae, Enterococus cloacae, Pseudomonas aeruginosa, E. coli, Serratia marcences, en humanos tiene un efecto citolitico sobre los eritrocitos. El parabutoporin de Parabuthus schlechteri y opistoporins de Opistophthalmus corinatus que actúan como inmunomoduladores. Otras sustancias como Cll9 de Centuroides limpidus limpidus y BmK de Butthus martensi están siendo estudiados como posibles anticonvulsivantes.
- Anfibios: son una fuente importante de sustancias activas biológicamente y usadas durante siglos con fines medicinales. Se encuentran en dos glándulas:
  1. Glándulas mucosas: que liberan sustancias tóxicas que actúan como protector y repulsivo contra depredadores y además, mantienen la humedad de la piel, la lubricación,la temperatura y la respiración cutánea.[5]
  2. Glándulas granulosas: tienen función protectora contra predadores y agentes patógenos. Segregan feromonas que tiene muchas moléculas activas: 
    1. Aminas biógenas:vasoconstrictoras, alucinógenas y permiten establecer la clasificación filogenética.[5]
    2. Esteroides:cardiotonicos, antitumoral, antimicrobianos y anestésicos locales.[5]
    3. Alcaloides:batracotoxina que es muy tóxica; epabatidina  analgésico 200 veces más potente que la morfina; tetrodotoxina que es un neurotóxico muy útil para estudiar canales iónicos.[5]
    4. Péptidos:antimicrobianos frente a bacterias virus y hongos abriéndose así, un amplio espectro terapéutico teniendo en cuenta el problema de resistencia a los antibióticos.[5]

## Mecanismo de acción de las toxinas dañinas
La gran mayoría de los venenos son proteínas y sustancias peptídicas y no peptídicas que tienen como dianas enzimas, canales iónicos y membranas celulares pudiendo provocar:
- Neurotoxicidad: actúan en el sistema nervioso central, ya que atraviesan la barrera hematoencefálica, bloqueando mediadores que controlan la actividad de neuronas aferentes sin producir lesiones directas en el nervio, por lo que los síntomas desaparecen a los pocos días. Pueden ser agonistas, sinergistas (aumentan acetilcolina en la sinapsis estimulando la exocitosis, activando o bloqueando los canales iónicos) o antagonistas de acetilcolina (bloqueando los receptores postsinápticos nicotínicos que es donde actúan las serpientes; inhibiendo la acetilcolina e inhibiendo la acetilcolinesterasa).[2]
- Hemotoxicidad: el sistema de coagulación tiene varias vías (extrínseca, intrínseca y común) lo que resulta muy útil para saber el tiempo de protrombina, tiempo de trombina y tiempo de tromboplastina parcial que son los factores que van a verse alterados cuando se produce una intoxicación. Los venenos de muchos animales van a actuar sobre el sistema hemostático activando o inhibiendo la coagulación o la fibrinolisis.La acción hemolítica se produce de forma directa sobre los glóbulos rojos transformándolos en un esferocitos que poseen una membrana celular alterada, menos resistente y con menos vida media. También pueden transformar de forma indirecta lecitina en isolecitina. La hemólisis es dosis dependiente en cuanto a rapidez y lentitud con que ocurre. Pueden existir varios mecanismos al mismo tiempo, influye la vía de inoculación, también influye la especie.[2]

Los venenos pueden tener uno o varios mecanismos de acción al mismo tiempo, bien porque poseen enzimas con distinta actividad o porque una sola enzima actúa de distinta manera según el sustrato. Un ejemplo, es la Víbora aspis cuyo veneno posee procoagulantes, fibrinolíticos e inhibidores de la agregación plaquetaria. Otros ejemplos de animales que actúan sobre el sistema hemostático:
1. Vampiros(desmodus rotundus) que en su saliva tienen dos sustancias desmoteplasa y draculina que son anticoagulantes.
2. Escorpión rojo(Mesobutus tamulus) su veneno provoca un cuadro de coagulación intravascular diseminada
3. Sanguijuela(Hirudo medicinalis) que produce hirudina que es anticoagulante.

- Nefrotoxicidad: El riñón es un órgano diana secundario para las toxinas. Las manifestaciones renales pueden ir desde alteraciones detectadas en el sedimento urinario hasta insuficiencia renal leve. Después de una mordedura de serpiente, se produce una nefropatía debido a un proceso inflamatorio(se liberan mediadores, citoquinas, fosfolipasa A2, metaloproteasas, cininas, eiconosanoides, PAF, endotelinas y catecolaminas.[2]

También se produce una nefrotoxicidad directa que aparece a las dos horas de la mordedura provocando cambios morfológicos no detectables y que explicaría el efecto tóxico sobre el riñón. También la pueden producir venenos miotóxicos y hemotóxicos siendo los niños los más susceptibles, aunque normalmente cuando se elimina el tóxico desaparece.
Asimismo, tiene lugar una reacción inmunológica debida a la precipitación de IgG y C3 en los glomérulos y según en el momento en el que se realice la biopsia puede ser intensa, insignificante o inexistente.
- Miotoxicidad: La necrosis de tejido muscular(mionecrosis) es el principal efecto del veneno de serpiente y el más visible. Las miotoxinas (enzimas), tienen estructura de fosfolipasa A2 actúan atacando a la célula muscular directa o indirectamente. Al estudiar la secuencia de aminoácidos de estos venenos, se ha observado que existen dos tipos:
  1. ASP49: tiene aspartato en el residuo 49 y favorece la unión de la proteína al calcio permitiendo la actividad hidrolítica de los fosfolípidos.
  2. LIS49: tiene una lisina en el residuo 49 y posee una fuerte acción miotoxina, dañando la membrana.

Esto demuestra que, para dañar la membrana celular, además de la unión al sitio catalítico de la enzima hay otros lugares distintos a ese que favorecen el efecto miotóxico.
- Cardiotoxicidad: Los venenos cardiotóxicos pueden actuar directamente(menos frecuentes) o indirectamente(más frecuentes).[2]

Tanto miotoxinas como cardiotoxinas pueden despolarizar la fibra muscular esquelética, cardiaca y lisa provocando parálisis flácida. Otros venenos dan lugar a hipopotasemia que indirectamente pueden provocar arritmias cardiacas y fibrilación ventricular acabando en parada cardiaca. Hay otros que actúan como depresores cardíacos ya que disminuyen el gasto y provocan hipotensión mediada por vasodilatadores como bradicinina pueden acabar en shock